# 1743 en musique classique
| \| • Retour à la chronologie générale de la musique classique • \| |
| Grèce • Rome • Haut Moyen Âge • VIIIe siècle • IXe siècle • Xe siècle • XIe siècle XIIe siècle • XIIIe siècle • XIVe siècle • XVe siècle • XVIe siècle • XVIIe siècle XVIIIe siècle • XIXe siècle • XXe siècle • XXIe siècle |
| • Retour à la chronologie générale de la musique classique • |

| Années en musique classique : 1740 - 1741 - 1742 - 1743 - 1744 - 1745 - 1746    |
| Décennies en musique classique : 1710 - 1720 - 1730 - 1740 - 1750 - 1760 - 1770 |

## Événements
- 12 février : création de Don Quichotte chez la Duchesse de Joseph Bodin de Boismortier au Palais Garnier à Paris.
- 17 février : première représentation de Samson de Georg Friedrich Haendel à Covent Garden.
- 23 mars : première en Angleterre (à Londres) du Messie de Georg Friedrich Haendel ; l’œuvre reçoit une ovation debout — la première de l'histoire, semble-t-il. La première mondiale avait eu lieu à Dublin en 1742.
- Quatrième livre de sonates à violon seul, de Jean-Marie Leclair.
- Les Muses galantes, opéra-ballet de Jean-Jacques Rousseau.

## Naissances

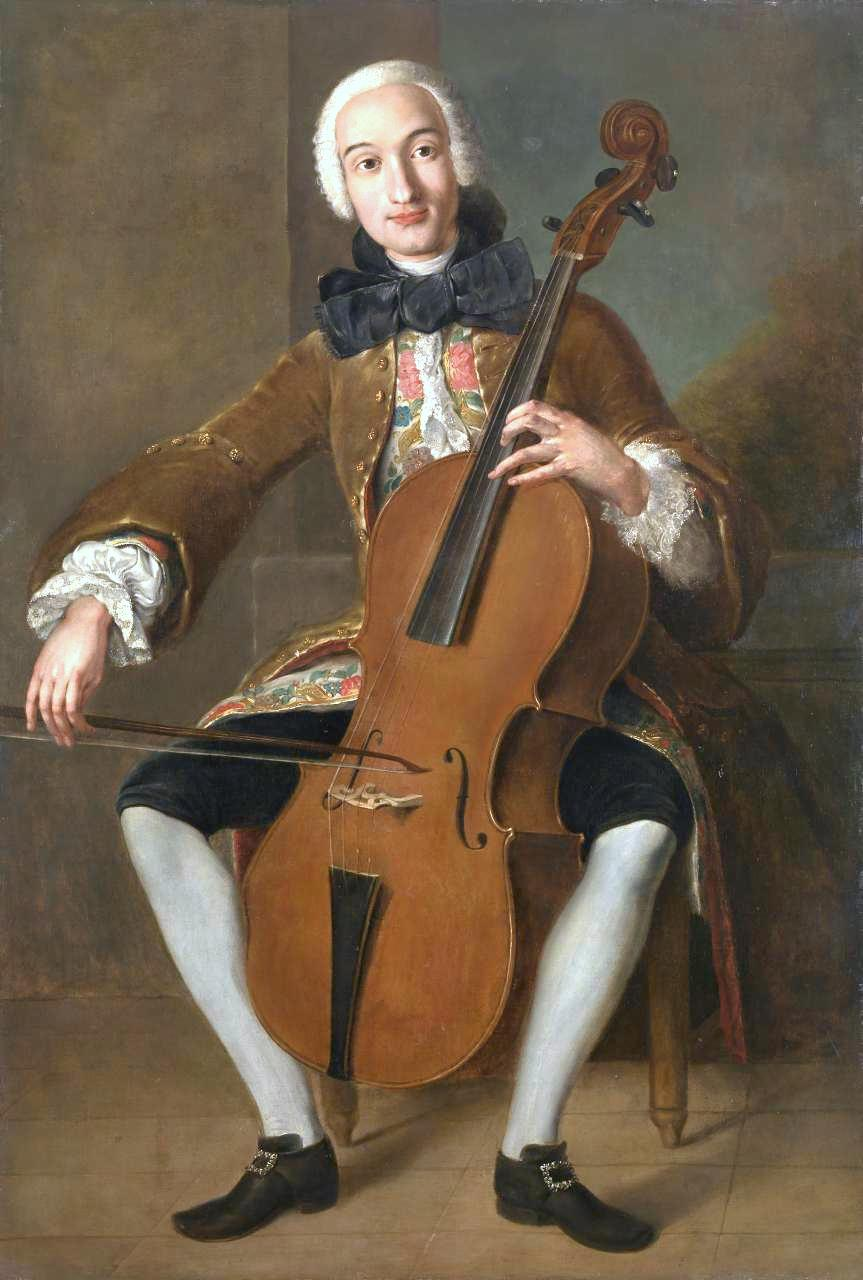
Luigi Boccherini.

- 19 février : Luigi Boccherini, violoncelliste et compositeur italien († 28 mai 1805).
- 6 juillet : Johann Valentin Adamberger, ténor allemand († 24 août 1804).
- 5 octobre : Giuseppe Gazzaniga, compositeur italien († 1er février 1818).
- 6 décembre : Franz Nikolaus Novotný, organiste et compositeur autrichien († 25 août 1773).

## Décès
- 1er février : Giuseppe Ottavio Pitoni, compositeur italien (° 18 mars 1657).
- 6 février : Toussaint Bertin de la Doué, compositeur français (° 1680).
- 9 mars : Jean-Baptiste Lully fils, musicien français (° 6 août 1665).
- 16 mars : Jean-Baptiste Matho, compositeur français (° 16 mars 1663).
- 12 juin : Johann Bernhard Bach, compositeur et organiste allemand (° 24 novembre 1700).